# Marc (Armenia)
Marc – wieś w Armenii, w prowincji Lorri. W 2011 roku liczyła 496 mieszkańców.